# Tinkhundla
I tinkhundla (sing.: inkhundla) sono la suddivisione territoriale di secondo livello dell'eSwatini, dopo i distretti; ciascuno di essi si suddivide ulteriormente in imiphakatsi.
I tinkhundla sono pari a 55, così ripartiti: 14 nel distretto di Hhohho, 11 nel distretto di Lubombo, 16 nel distretto di Manzini e 14 nel distretto di Shiselweni.

## Lista
Distretto di Hhohho
- Inkhundla Hhukwini
- Inkhundla Lobamba
- Inkhundla Madlangempisi
- Inkhundla Maphalaleni
- Inkhundla Mayiwane
- Inkhundla Mbabane Est
- Inkhundla Mbabane Ovest
- Inkhundla Mhlangatane
- Inkhundla Motjane
- Inkhundla Ndzingeni
- Inkhundla Nkhaba
- Inkhundla Ntfonjeni
- Inkhundla Piggs Peak
- Inkhundla Timpisini

Distretto di Lubombo
- Inkhundla Dvokodvweni
- Inkhundla Hlane
- Inkhundla Lomahasha
- Inkhundla Lugongolweni
- Inkhundla Matsanjeni Nord
- Inkhundla Mhlume
- Inkhundla Mpholonjeni
- Inkhundla Nkilongo
- Inkhundla Siphofaneni
- Inkhundla Sithobela

Distretto di Manzini
- Inkhundla Ekukhanyeni
- Inkhundla Kwaluseni
- Inkhundla Lamgabhi
- Inkhundla Lobamba Lomdzala
- Inkhundla Ludzeludze
- Inkhundla Mafutseni
- Inkhundla Mahlangatja
- Inkhundla Mangcongco
- Inkhundla Manzini Nord
- Inkhundla Mhlambanyatsi
- Inkhundla iNingizimu Manzini
- Inkhundla Mkhiweni
- Inkhundla Mtfongwaneni
- Inkhundla Ngwempisi
- Inkhundla Nhlambeni
- Inkhundla Ntondozi

Distretto di Shiselweni
- Inkhundla Gege
- Inkhundla Hosea
- Inkhundla Kubuta
- Inkhundla Lavumisa
- Inkhundla Maseyisini
- Inkhundla Matsanjeni Sud
- Inkhundla Mtsambama
- Inkhundla Ngudzeni
- Inkhundla Nkwene
- Inkhundla Sandleni
- Inkhundla Shiselweni I
- Inkhundla Shiselweni II
- Inkhundla Sigwe
- Inkhundla Zombodze